# Yumeka Tanabe
Yumeka Tanabe (jap. 田南部夢叶 Tanabe Yumeka; ur. 14 lipca 1999) – japońska zapaśniczka walcząca w stylu wolnym.
Pierwsza w Pucharze Świata w 2019. Mistrzyni świata U-23 w 2019 i Azji kadetów w 2014 i 2015 roku.
Jest córką zapaśnika Chikara Tanabe, brązowego medalisty olimpijskiego z Aten 2004.